# 嘉義市自行車道列表

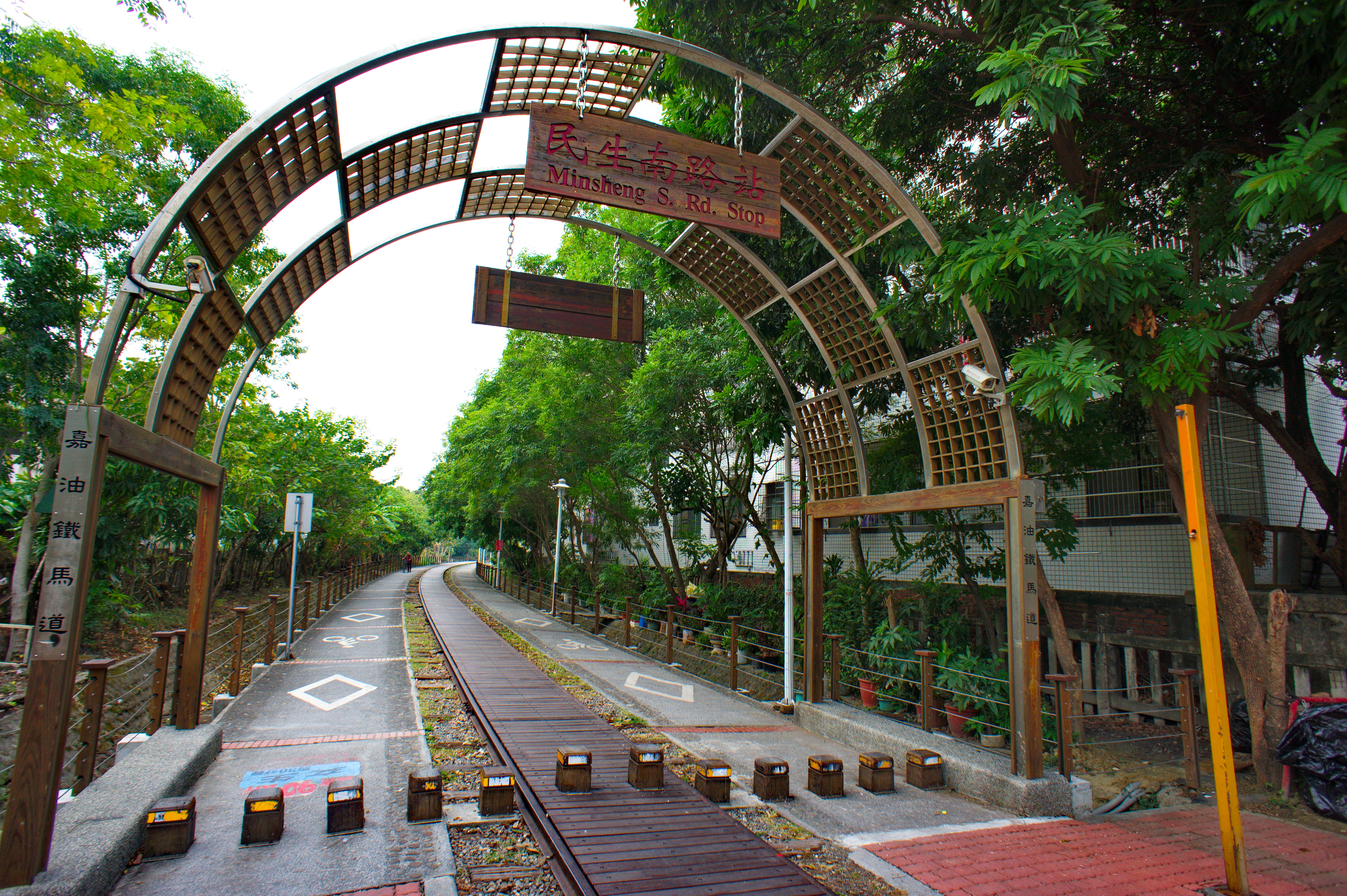
嘉油鐵馬道於民生南路的入口

嘉義市自行車道是由嘉義市政府交通觀光處設置於嘉義市境內的自行車道，包括數條供給民眾休閒及運動使用的自行車專用道路，沿途結合市內觀光景點，且全市所有自行車道皆可透過市區道路相互連結，並可藉由自行車道環市一周。
目前已規劃建置完成共7條自行車道，於嘉義市境內已完成規劃的自行車道分列如下。

## 跨區
- 八掌溪北岸河堤自行車道
- 世賢路自行車道

## 各區

### 東區
- 蘭潭環潭公路自行車道

### 西區
- 嘉油鐵馬道
- 博愛路自行車道
- 港坪花卉自行車道

## 外部連結
- 嘉義市觀光旅遊網（页面存档备份，存于）